# Мельник, Сергей Александрович
Сергей Александрович Мельник  (25 июня 1993, Симферополь, Украина) — украинский футболист, нападающий клуба «Крымтеплица».

## Биография
Воспитанник СДЮШОР «Таврия». Также играл за молодёжный состав футбольного клуба «Крымтеплица». После чего был возвращен в «Таврию» и начал регулярно выступать за молодёжный состав. Первый матч в украинском чемпионате U21 за «Таврию» в сезоне 2009/10, провел против «Говерлы» из Ужгорода, где команда победила со счетом 5:2, в этом же матче Сергей отличился дублем. Второй дубль был в сезоне 2012/13, в ворота полтавской «Ворсклы», тогда «Таврия» победила со счетом 4:1.
Первый матч за первую команду крымчан, Сергей провел в 27 туре 2012/13 против «Черноморца». Сергей вышел во втором тайме, когда «Таврия» уже уступала со счетом 3:1, заменив Марина Любичича. В этом же сезоне Сергей сыграл ещё два матча, выходя из замены против «Динамо» Киев и «Зари».
В осенней половине сезона чемпионата Украины 2013/14 провел 4 мачта, выходя в конце
второго тайма.
Летом 2015 года стал игроком ТСК и дебютировал в матче против севастопольского СКЧФ, но уже в сентябре 2015 года покинул клуб.

## Статистика
| Команда | Сезон     | Соревнования      | Матчи | Голы | Предупреждение | Удаление |
| ------- | --------- | ----------------- | ----- | ---- | -------------- | -------- |
| Таврия  | 2012/2013 | Чемпионат Украины | 3 (0) | -    | 1              | -        |
| Таврия  | 2013/2014 | Чемпионат Украины | 5 (0) | -    | -              | -        |
Матчи — количество игр (в том числе в стартовом составе);
| Команда | Сезон     | Соревнования  | Матчи   | Голы | Предупреждение | Удаление |
| ------- | --------- | ------------- | ------- | ---- | -------------- | -------- |
| Таврия  | 2009/2010 | Чемпионат U21 | 11 (4)  | 2    | 1              | -        |
| Таврия  | 2010/2011 | Чемпионат U21 | 13 (7)  | -    | 1              | -        |
| Таврия  | 2011/2012 | Чемпионат U21 | 21 (7)  | 2    | 1              | -        |
| Таврия  | 2012/2013 | Чемпионат U21 | 24 (24) | 4    | 4              | -        |
| Таврия  | 2012/2013 | Чемпионат U19 | 1 (1)   | 1    | -              | -        |
| Таврия  | 2013/2014 | Чемпионат U21 | 7 (7)   | -    | 1              | -        |
Матчи — количество игр (в том числе в стартовом составе);